# Пуарсон, Жан-Батист
Жан-Бати́ст Пуарсо́н (фр. Jean-Baptiste Poirson; 6 марта 1761, Врекур, Vrécourt — 12 февраля 1831, Валанс-ан-Бри, Valence-en-Brie) — французский инженер-географ и картограф.

## Биография

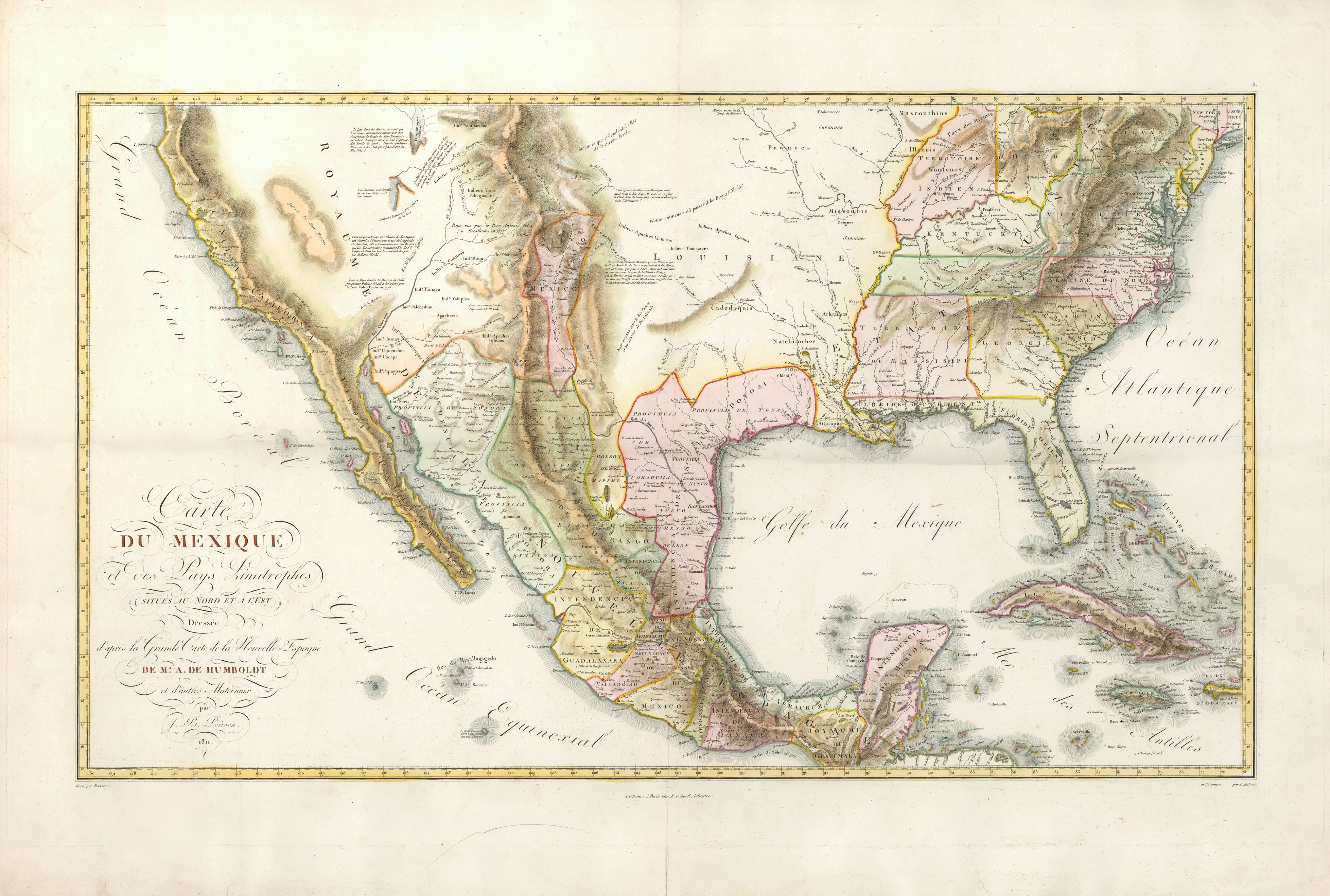
Пуарсон И Александр фон Гумбольдт, Carte du Mexique et pays limitrophes situés au nord et à l'est, 1811

Изучал математику, географию и инженерное дело. Работал у известного картографа Эдме Ментеля (Edme Mentelle; 1730—1815), стал его сотрудником. Создавал карты и глобусы Земли и неба, рисованные и раскрашенные от руки. Среди них — земной глобус для обучения дофина Людовика XVI (между 1786 и 1789). Его первую самостоятельную работу датируют 1790 годом.
Для расшифровки своих открытий к нему обращались такие путешественники как немец Александр фон Гумбольдт (1769—1859), датчанин Конрад Мальт-Брен (Conrad Malte-Brun; 1775—1826), француз Франсуа де Пон (François Raymond Joseph de Pons; 1751—1812). Карты Пуарсона представляли все регионы мира, включая морские просторы.
Вместе с Ментелем, по приказанию Бонапарта, расписывал земной глобус для Тюильри (в галерее Дианы). В 1816 году он сделал другой глобус, который был потом куплен Людовиком XVIII для Луврской библиотеки.
В 1821 году Пуарсон опубликовал «Новую элементарную географию из вопросов и ответов, разделённых по урокам и в сопровождении атласа из 18 карт» (Nouvelle géographie élémentaire par demandes et réponses, divisée en leçons et accompagnée d’un atlas de 18 cartes). Книга долгие годы служила школьным учебником по географии.
Умер в феврале 1831 года в Валанс-ан-Бри, был похоронен возле своей супруги (умерла в марте 1825) на парижском кладбище Пер-Лашез. Их сын — Шарль Гаспар Делестр-Пуарсон (Charles-Gaspard Delestre-Poirson; 1790—1859) — был парижским драматургом и директором театра.

## Издания
- «Nouvelle géographie élémentaire» (Париж, 1821)
- «Carte nouvelle politique, physique, hydrographique et itinéraire de la partie la plus intéressant de l’Europe dans son état actuel» (П., 1809)
- «Nouvel atlas portatif de toutes les parties du monde connu, particulièrement à l’usage du navigateur, avec un dictionnaire des termes de marine»
- «Atlas des 86 départements de la France, avec petits médaillons enluminés…»
- «Atlas de géographie universelle» (1812).